# Miami Open 1999 - Qualificazioni doppio femminile
Le qualificazioni del doppio femminile del Miami Open 1999 sono state un torneo di tennis preliminare per accedere alla fase finale della manifestazione. I vincitori dell'ultimo turno sono entrati di diritto nel tabellone principale. In caso di ritiro di uno o più giocatori aventi diritto a questi sono subentrati i lucky loser, ossia i giocatori che hanno perso nell'ultimo turno ma che avevano una classifica più alta rispetto agli altri partecipanti che avevano comunque perso nel turno finale.

## Giocatrici

### Teste di serie
1. Vanessa Menga /  Elena Wagner (qualificate)

1. Evgenija Kulikovskaja /  Marlene Weingärtner (ultimo turno)

### Qualificate
1. Vanessa Menga /  Elena Wagner

## Tabellone qualificazioni

### Legenda
| - Q = Qualificato - WC = Wild card - LL = Lucky loser | - ALT = Alternate - SE = Special Exempt - PR = Protected Ranking | - w/o = Walkover - r = Ritirato - d = Squalificato |

|  | Primo turno | Primo turno                                | Primo turno                               |                                           |                                  | Secondo turno | Secondo turno | Secondo turno |  |  | Ultimo turno | Ultimo turno               | Ultimo turno |
|  |             |                                            |                                           |                                           |                                  |               |               |               |  |  |              |                            |              |
|  | 1           | Vanessa Menga Elena Wagner                 | 8                                         |                                           |                                  |               |               |               |  |  |              |                            |              |
|  |             | Alina Židkova Renata Kolbovic              | 0                                         |                                           |                                  |               |               |               |  |  |              |                            |              |
|  |             | Alina Židkova Renata Kolbovic              | 0                                         | 1                                         | Vanessa Menga Elena Wagner       | 8             |               |               |  |  |              |                            |              |
|  |             |                                            |                                           | 1                                         | Vanessa Menga Elena Wagner       | 8             |               |               |  |  |              |                            |              |
|  |             |                                            | Mariam Ramón Climent Larissa Schaerer     | 3                                         |                                  |               |               |               |  |  |              |                            |              |
|  |             | Mariam Ramón Climent Larissa Schaerer      | Mariam Ramón Climent Larissa Schaerer     | 3                                         | 9                                |               |               |               |  |  |              |                            |              |
|  |             | Mariam Ramón Climent Larissa Schaerer      |                                           |                                           | 9                                |               |               |               |  |  |              |                            |              |
|  | WC          | Jane Chi Brie Rippner                      | 8                                         |                                           |                                  |               |               |               |  |  |              |                            |              |
|  |             |                                            |                                           |                                           |                                  |               |               |               |  |  | 1            | Vanessa Menga Elena Wagner | 8            |
|  |             |                                            | 2                                         | Evgenija Kulikovskaja Marlene Weingärtner | 4                                |               |               |               |  |  |              |                            |              |
|  |             | Emmanuelle Gagliardi Adriana Serra Zanetti | 5                                         |                                           |                                  |               |               |               |  |  |              |                            |              |
|  |             | Henrieta Nagyová Sylvia Plischke           | 8                                         |                                           |                                  |               |               |               |  |  |              |                            |              |
|  |             | Henrieta Nagyová Sylvia Plischke           | 8                                         |                                           | Henrieta Nagyová Sylvia Plischke | 4             |               |               |  |  |              |                            |              |
|  |             |                                            |                                           |                                           | Henrieta Nagyová Sylvia Plischke | 4             |               |               |  |  |              |                            |              |
|  |             | 2                                          | Evgenija Kulikovskaja Marlene Weingärtner | 8                                         |                                  |               |               |               |  |  |              |                            |              |
|  |             | 2                                          | Evgenija Kulikovskaja Marlene Weingärtner | 8                                         | Surina De Beer Annabel Ellwood   | 4             |               |               |  |  |              |                            |              |
|  |             |                                            |                                           |                                           | Surina De Beer Annabel Ellwood   | 4             |               |               |  |  |              |                            |              |
|  | 2           | Evgenija Kulikovskaja Marlene Weingärtner  | 8                                         |                                           |                                  |               |               |               |  |  |              |                            |              |